# Хлути
Хлути је град у Есватинију, смјештен у регији Шиселвени. У њему је 2005 године, живело 6.763 становника.

## Географски положај
Град се налази у југоисточном делу округа, око 80 километара југоисточно од главног града државе Манзини. Налази се на надморској висини од 610 метара..

## Демографија
Према подацима пописа становништва 1997. град је имао 5.806 становника..
Кретање броја становника града:
| 1997. | 2005. |
| ----- | ----- |
| 5.806 | 6.763 |